# Hassi Ben Abdellah
Hassi Ben Abdellah (în arabă حاسي بن عبد ﷲ) este o comună din provincia Ouargla, Algeria.
Populația comunei este de 4.950 de locuitori (2008).